# Madina Abilqasymova
Madina Erasylqyzy Abilqasymova (en kazajo: Мадина Ерасылқызы Әбілқасымова; Alma Ata, 1 de agosto de 1978) es una política kazaja que se desempeña como presidente de la Agencia de la República de Kazajistán para la Regulación y el Desarrollo del Mercado Financiero. Anteriormente, se desempeñó como Ministra de Trabajo y Protección Social de la Población de 2018 a 2019.

## Biografía

### Primeros años
Nacida en Alma Ata, se graduó en la Universidad Narxoz en 1999 con la especialidad en Relaciones Económicas Internacionales. En 2003 obtuvo una maestría en Relaciones Internacionales por la Universidad de Columbia con especialización en Gestión de Políticas Económicas y luego de la Escuela Harvard Kennedy de la Universidad de Harvard con una maestría en Administración Pública.

### Carrera
En 1999, se convirtió en especialista jefe de la Agencia de Planificación Estratégica de Kazajistán. De 2003 a 2004 fue jefa del Departamento de Planificación Estratégica del Ministerio de Economía y Planificación Presupuestaria. En 2004, se convirtió en directora del Departamento de Análisis de Políticas Estatales del Centro JSC de Investigación Analítica y de Marketing. De 2006 a 2008, se desempeñó como subdirectora del Departamento Socioeconómico de la Oficina del Primer Ministro. En 2008, asumió la jefa del Centro de Investigación y Análisis Estratégico de la Administración Presidencial.
De 2011 a 2013 fue Viceministra de Desarrollo Económico y Comercio de Kazajistán. En 2012, se convirtió en vicegobernadora de Kazajistán ante el Banco Mundial. De 2013 a 2014 se desempeñó como Viceministra de Economía y Planificación Presupuestaria. En agosto de 2014, se convirtió en viceministra de Economía Nacional. En 2015, mientras se desempeñaba como viceministra, se fue de baja por maternidad y Aidar Arifhanov fue designado temporalmente para su cargo. 
El 8 de febrero de 2018 fue nombrada Ministra de Trabajo y Protección Social de la Población. Durante su mandato, en enero de 2019, anunció un aumento de las prestaciones para las madres numerosas de 15,4 a 16,1 mil tenge. Según ella, en otros países prácticamente no existen tales privilegios; durante todos los años de vida en Kazajistán, las madres reciben varios millones de tenge y la prestación se paga de por vida. Esta declaración provocó una gran ola de críticas. Las madres con muchos hijos argumentaron que esta pequeña asignación no supone una ayuda real. Las críticas se intensificaron tras un incendio en Astaná la noche del 4 de febrero de 2019, en el que murieron cinco niñas. Después de estos hechos, los ciudadanos kazajos en las redes sociales la comenzaron a culpar por la difícil situación de las familias numerosas, que provocó el incendio, y comenzaron a exigir activamente la dimisión del ministro. Después de la destitución del gobierno el 21 de febrero de 2019, fue nombrada Primera Viceministra de Economía Nacional el 12 de marzo de 2019.
El 28 de marzo de 2019, asumió la vicepresidencia del Banco Nacional de Kazajistán.
Desde el 18 de diciembre de 2019, se desempeña como presidenta de la Agencia de la República de Kazajistán para la Regulación y el Desarrollo del Mercado Financiero.

## Vida personal
Está casada y tiene 3 hijos. Su padre Erasyl Abilqasymov, un conocido médico, autor del libro El sistema de seguro médico obligatorio en la República de Kazajistán, miembro del segundo Mazhilis y candidato en las elecciones presidenciales de Kazajistán de 2005.